# Ri Kyong-suk
Ri Kyong Suk (coreano: 리경숙; hanja: 李京淑; nacida en el año 1970) es una cantante y profesora norcoreana.

## Biografía
Ri Kyong Suk nació en el distrito Pyongchon de Pionyang el 1 de enero de 1970, de un padre ingeniero y una madre conductora de trenes. Es la mayor de tres hermanos. Actualmente vive en el distrito de Moranbong de Pionyang, junto a su esposo Kim Yong Il, el cual es miembro del Ministerio de Cultura y bajista del Conjunto Electrónico de Pochonbo. Tienen un hijo llamado Kim Nam Jun y una hija llamada Kim Ye Eun.
Cuando Ri tenía 7 años, comenzó a cantar en producciones de ópera, donde rápidamente se reconoció su talento.

## Carrera
La carrera de Ri comenzó a fines del año 1970, como cantante y actriz en producciones de ópera. A los 7 años, interpretó un papel en la ópera revolucionaria Canción del monte Kumgang, y en la escuela secundaria, interpretó un papel en la famosa ópera revolucionaria titulada Mar de Sangre. Alrededor del año 1985, fue seleccionada por un director del Korean Film Studio para protagonizar la película Female Teacher.
Se unió al Conjunto Electrónico Pochonbo recién creado en el año 1988, y rápidamente se hizo famosa tanto en el Norte como en el Sur. En 1991, realizó una gira por Japón con el Ensemble, actuando para coreanos en Japón. Después del año 2000, su fama declinó lentamente junto con la popularidad del Ensemble.
En 2015, Ri actuó el 11 de octubre en el 10 000 People Strong Grand Art Performance Celebrando el 70 aniversario del Partido de los Trabajadores de Corea, conocido como Great Party, Rosy Korea, junto a Pochonbo Electronic Ensemble. También actuó en el concierto Songs of Memories, realizado el 21 de febrero de 2015, donde se la pudo ver cantando Glad to Meet You y My Country is the Best junto a sus compañeros de banda del Ensemble.
Desde entonces, Ri ha estado trabajando en la Universidad de Música Kim Won Gyun en Pionyang como profesora, enseñando desde 2016. En 2020, fue vista en un noticiero de Corea del Norte como parte de un equipo de propaganda, alentando a los trabajadores en las obras de construcción. En 2022, fue entrevistada durante un documental de televisión sobre la película y la canción Tosich'onyo sijibwayo.

## Filmografía
| Año  | Título         | Role            |
| ---- | -------------- | --------------- |
| 1985 | Female Teacher | Rol desconocido |

## Teatro
| Año                | Título                    | Role            |
| ------------------ | ------------------------- | --------------- |
| 1977               | Canción del monte Kumgang | Rol desconocido |
| Principios de 1980 | Mar de Sangre             | Rol desconocido |